# Copris vitalisi
Copris vitalisi là một loài bọ cánh cứng trong họ Bọ hung (Scarabaeidae).